# Свинг (музыкальный жанр)
Свинг (англ. swing, в переводе — «раскачка») — направление джазовой музыки, возникшее в 1930-х годах и наиболее широко представленное в исполнительской практике «больших оркестров» (биг-бендов). Свинг является одной из форм популярной музыки, появившейся в Соединенных Штатах Америки, которая находилась на пике своей популярности в 1930-х и 1940-х годах.
Название «свинг» произошло от так называемого «чувства свинга», где акцент делается на слабой доле или на слабом пульсе в музыке. Свинг обычно представлял собой круг солистов, которые импровизировали над мелодией и над аранжировкой.
Танцевальный стиль свинга характеризуется также наличием большого количества биг-бэндов и бэнд-лидеров, таких как Бенни Гудман, который был наиболее популярен в американской популярной музыке с 1935 по 1946 годы, в период, известный как «эпоха свинга».
Глагол «свинговать» также используется в качестве похвалы игры, которая имеет сильный грув, то есть хорошо звучит.
Среди заметных музыкантов эпохи свинга числятся такие музыканты, как Луи Армстронг, Дюк Эллингтон, Каунт Бэйси, Бенни Гудмен, Арти Шоу, Гленн Миллер, Вуди Херман, и Кэб Кэллоуэй.
Свинг уходит корнями в 1920-е годы. Тогда большие танцевальные музыкальные ансамбли начинали использовать новые стили письменных аранжировок, включающих ритмические инновации, начало которым было положено Луи Армстронгом и Эрлом Хайнсом. Песня, исполненная в стиле свинга, имела сильную поддержку ритм-секции и также поддержку более свободно исполнявших музыку деревянных и медных духовых. Наиболее распространенный стиль исполнения свинга — это композиция, состоящая из части с темой и части с импровизированными соло в рамках своих товарищей по группе, поддерживающих гармонию.
Музыка свинга начала терять популярность во время Второй Мировой войны из-за нескольких факторов:
во-первых, потому что многие музыканты сами находились на войне и стало трудно комплектовать коллективы «биг бэндов»;
во-вторых, стоимость тура большого оркестра стала непомерно высокой в связи с экономической ситуацией в военное время. Эти два фактора сделали небольшие коллективы из 3-5 человек более выгодным и управляемыми.
Третья причина заключается в прекращении грамзаписи с 1942 по 1944 год из-за забастовки профсоюза музыкантов. В то же время певцы не состояли в профсоюзе музыкантов и могли записываться на студиях. Это способствовало тому, что певцы уходили из оркестров и начинали сольную карьеру.
Еще одним фактором стало введение налога на кабаре в 1941 году, который составлял 30 % от продажи билетов. Это означало, что оркестры, которые были наняты клубами должны были стать меньше и дешевле, что для свинговых биг-бэндов было затруднительно.
Наконец, свинг, который стал популярным во время Великой депрессии и был очень популярен, когда началась война, стал напоминанием о тех плохих годах. Люди больше не хотели слушать музыку, связанную с плохими воспоминаниями и печальными эмоциями.
Таким образом, после войны свинг утратил былую популярность, уступив место другим музыкальным стилям.
Свинг также повлиял на более поздние стили традиционную поп-музыку, джамп-блюз и бибоп-джаз. В конце 1950-х и 1960-х годов свинг возродился с возродившимися оркестрами Каунта Бэйси и Дюка Эллингтона, а также с такими поп-вокалистами, как Фрэнк Синатра и Нэт Кинг Коул.
Свинг смешался с другими жанрами и появились новые жанры. В кантри-музыке такие артисты, как Джимми Роджерс, Мун Маллиан и Боб Уиллс представили много элементов свинга вместе с блюзом, чтобы создать жанр под названием западный свинг.
Цыганский свинг — это детище Венути и джазовой скрипки Ланга.
Пробуждение свинга периодически происходило с конца 1960-х до 2000-х годов. В конце 1980-х годов (в начале 1990-х годов) свинг вновь стал модным, в более городском стиле появился свинг-бит, который появился под названием нью-джек-свинг, возглавляемый Тедди Райли.
В конце 1990-х и в 2000-х годов произошло возрождение свинга, во главе с Сквирелом Нат Зипперсом, Брайаном Сетцером, Big Bad Voodoo Daddy, и Лавэем Смитом. В Канаде в начале 2000-х некоторые записи группы JW-Jones Blues включали элементы свинг-возрождения.
Также в начале 2000-х распространение получил стиль электро-свинг — танцевальная электронная музыка, использующая сочетание ритмов традиционного свинга и джаза с современными танцевальными ритмами, а также звучание характерных для джаза духовых инструментов (саксофон, тромбон и т. д.) Основателем этого стиля считается Маркус Фюредер, записывающим свои треки под псевдонимом Parov Stelar, он же является лидером одноимённой группы.